# Maria Villa

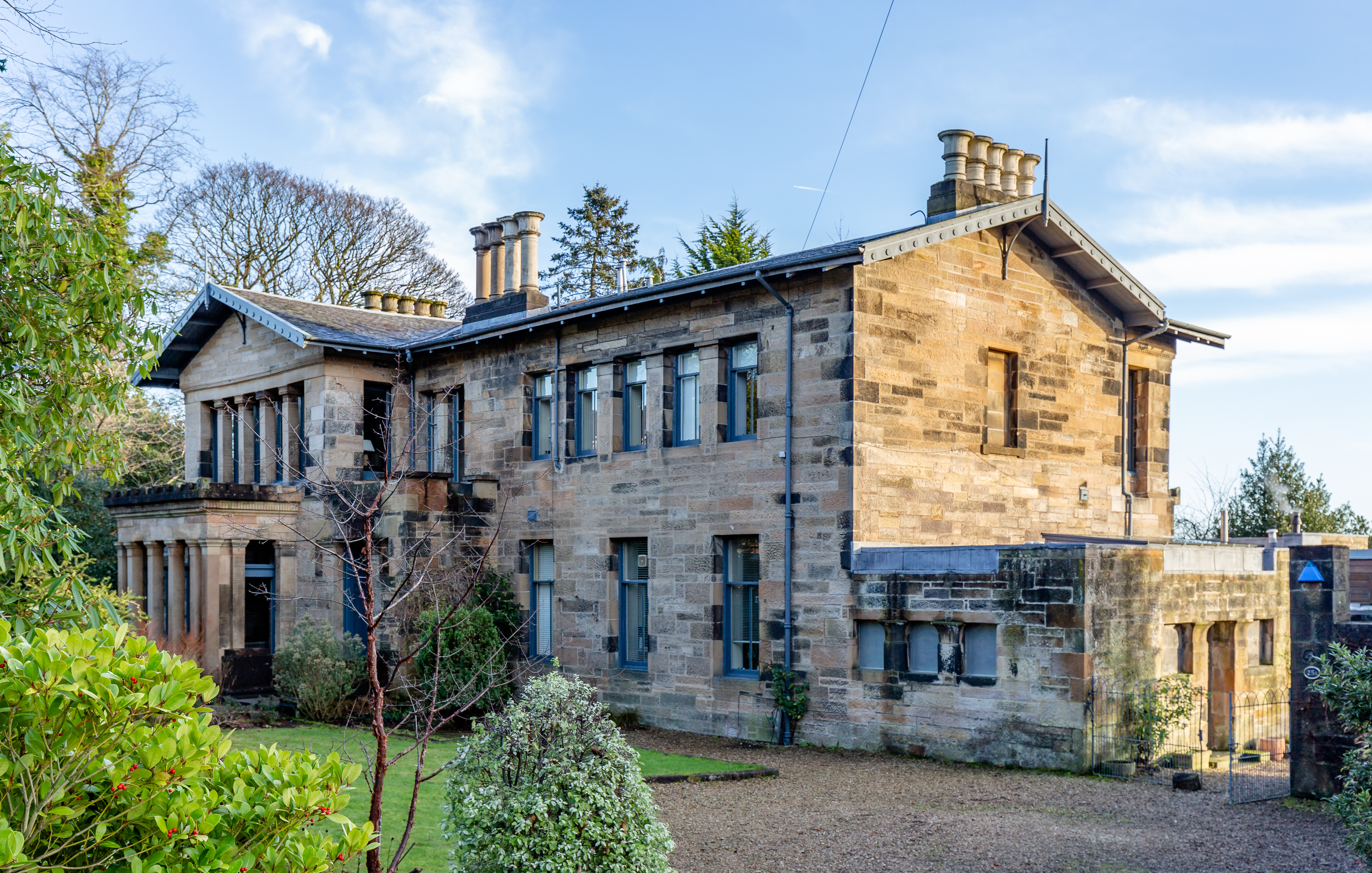
Maria Villa

Maria Villa, auch Double Villa, ist eine Villa in der schottischen Stadt Glasgow. 1970 wurde das Bauwerk in die schottischen Denkmallisten in der höchsten Denkmalkategorie A aufgenommen.

## Beschreibung
Die Villa wurde im Jahre 1857 für den Textilhändler Henry Watson erbaut. Für den Entwurf zeichnet der bedeutende schottische Architekt Alexander Thomson verantwortlich. 1853 entwickelte Thomson den Bebauungsplan für den Langside Hill, Maria Villa sollte aber sein einziges Gebäude in dem Gebiet bleiben. Die Baukosten beliefen sich auf rund 2250 £. 1995 wurde ein Teil der Villa restauriert. Seit Erbauung wurde das Gebäude in sieben Fachpublikationen thematisiert.
Die zweistöckige Villa steht an der Mansionhouse Rode im Glasgower Süden. Typisch für Thomsons Arbeiten ist sie im klassizistischen Greek-Revival-Stil mit ägyptischen Details gestaltet. Der Aufbau von Maria Villa wird als einzigartig beschrieben. Straßenseitig erweckt sie den Anschein eines einzelnen Gebäudes mit L-förmigem Grundriss. Tatsächlich handelt es sich jedoch um zwei ineinandergeschachtelte, identisch aufgebaute Villen mit separaten Eingängen, sodass Maria Villa im Gesamtbild grob einen Z-förmigen Grundriss aufweist.
Das Mauerwerk besteht aus ungleichmäßigen Quadern aus honigfarbenem Sandstein aus Giffnock mit abgesetzten Natursteineinfassungen. Links tritt ein markantes Fensterelement mit Pilastern hervor. Das Gebäude schließt mit schiefergedeckten Satteldächern ab. Im Innenraum sind hochwertige Holz- und Gipsarbeiten zu finden. Hervorzuheben ist die Decke mit Sonnenmotiv im Speisezimmer und mit Mondmotiv im Salon im Obergeschoss.